# 東京交通會館

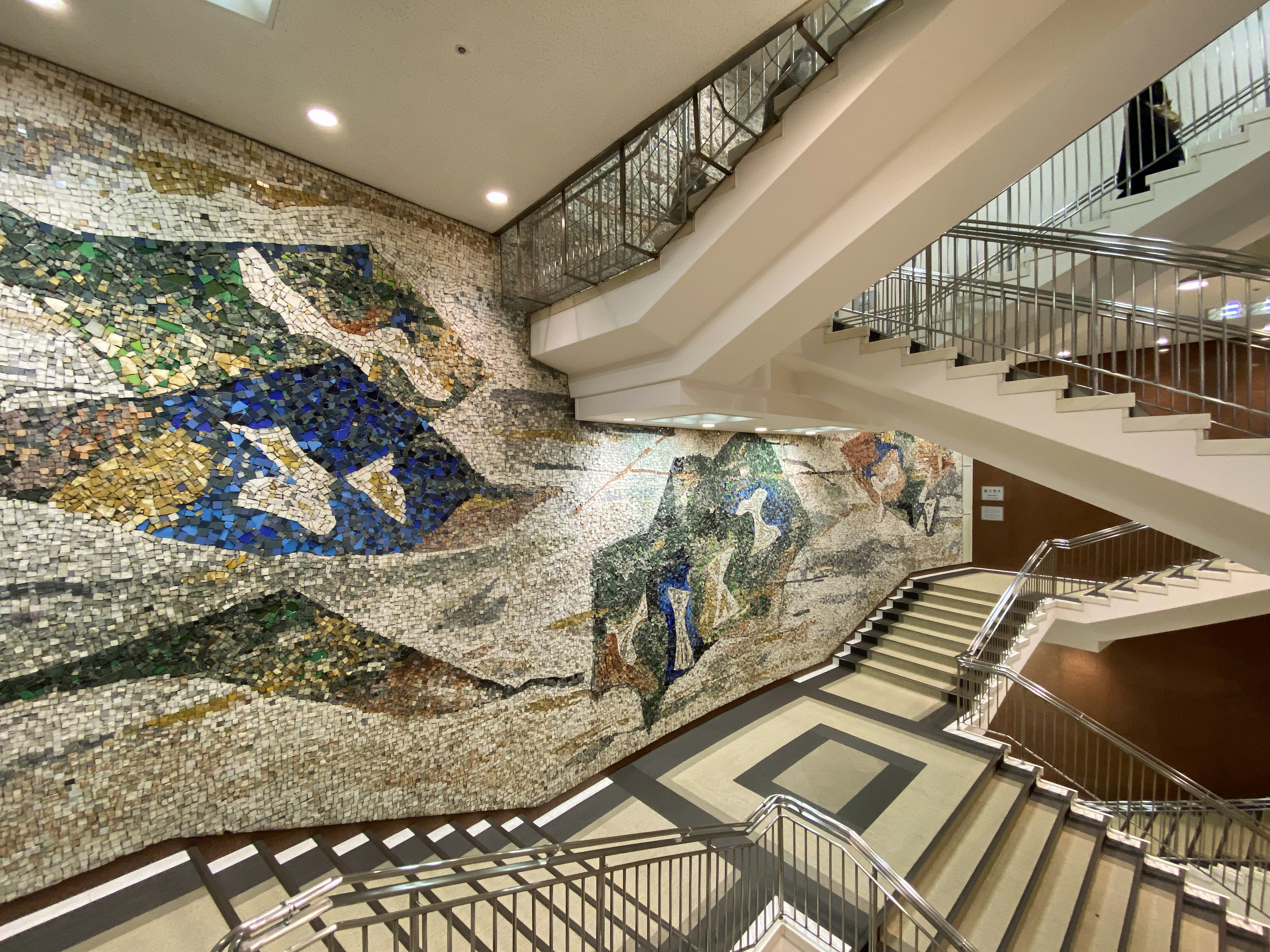
商場內的大樓梯

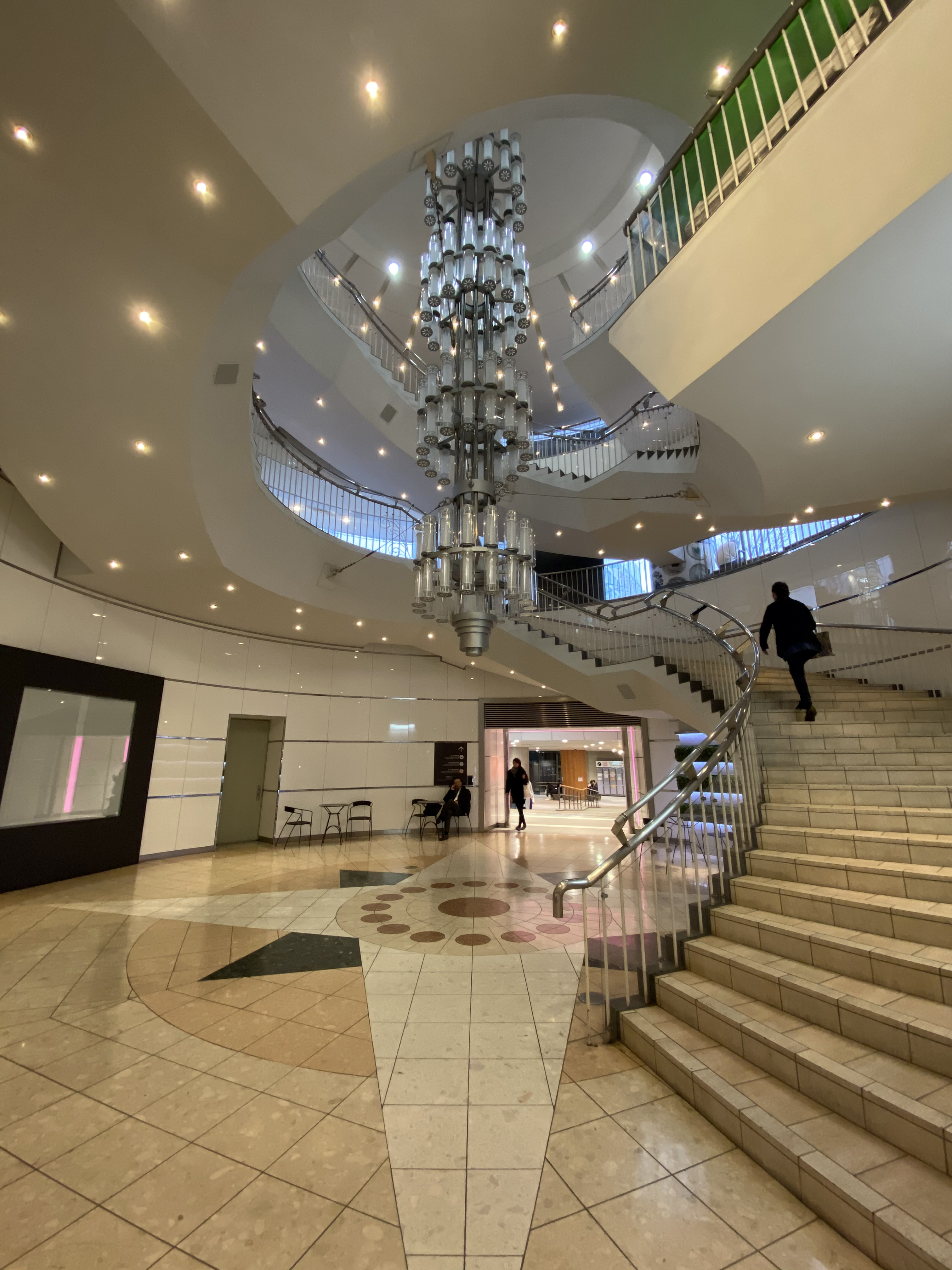
商場外的旋轉樓梯

東京交通會館（日语：東京交通会館）是位於日本東京都千代田區有樂町二丁目有樂町站前的辦公樓及商業設施。該建築內有店鋪、辦公區、展館等多種設施。該大樓由同名的第三部門公司運營。大樓的一至三層對公眾開放，三層以上部分是辦公樓。

## 概要
東京交通會館修建在前東京都交通局廳舍土地上，建築名稱也來源於此。東京交通會館開業於1965年6月18日。在開業之初，東京交通會館以「位於有樂町站前，具有旋轉餐廳的名店大樓 東京新中心開業！」（有楽町駅前に回転レストランのある名店ビル 東京ニューセンター デビュー!）作為宣傳標語。在旋轉餐廳可一覽包括新大谷飯店在內的眾多酒店，十分新穎。加上在餐廳的瞭望和距銀座很近，因此在當時成為人氣頗旺的景點。
東京交通會館所在地在第二次世界大戰之後曾一度是黑市，有眾多壽司、小吃店鋪，俗称“寿司店巷”（すしや横丁）。加上附近有朝日新聞社、每日新聞社、讀賣新聞社等報社，因此聚集眾多記者，無論晝夜都頗為繁盛。然而随着该地最后的曾長期營業的店鋪在1968年8月30日拆除，昔日的寿司店巷至此完全消失。
東京都旅券科有樂町分室的護照發行窗口位於東京交通會館的二樓，因此東京交通會館也是東京主要申請日本護照的窗口之一。1967年5月16日，東京交通會館內郵局開業。該郵局現在的特色郵戳上繪有該會館建築和新幹線700系電聯車。1998年開始，部分原本位於東京站八重洲口國際觀光會館的各道府縣觀光物產介紹所搬遷至東京交通會館，使得這裡聚集了眾多能買到日本各地特產的店鋪。
東京交通會館的三層設有屋頂庭園，作為可近距離觀賞東海道新幹線的攝影勝地而廣為人知。

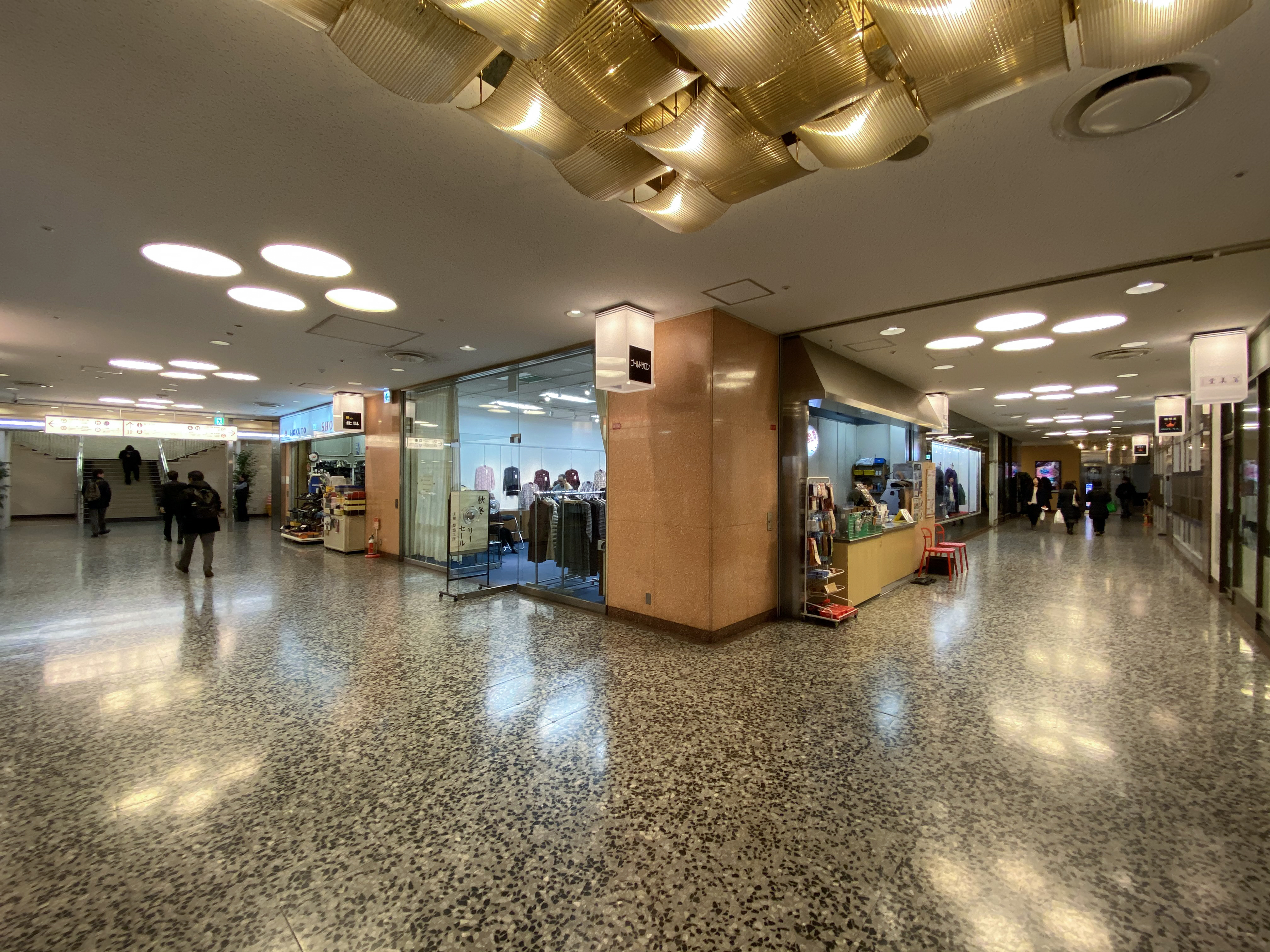
B1層有多間老字號餐廳和商店
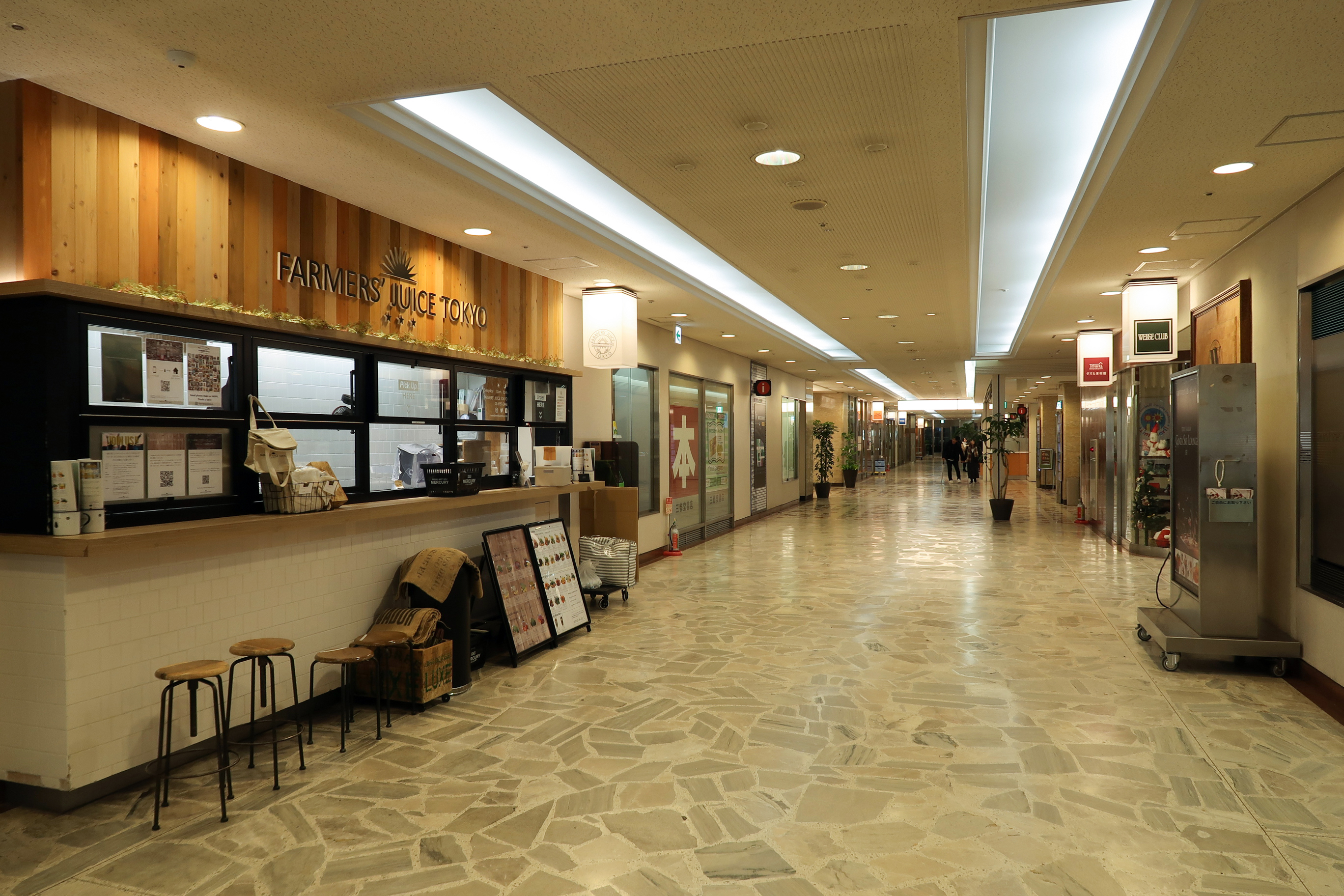
1樓商場
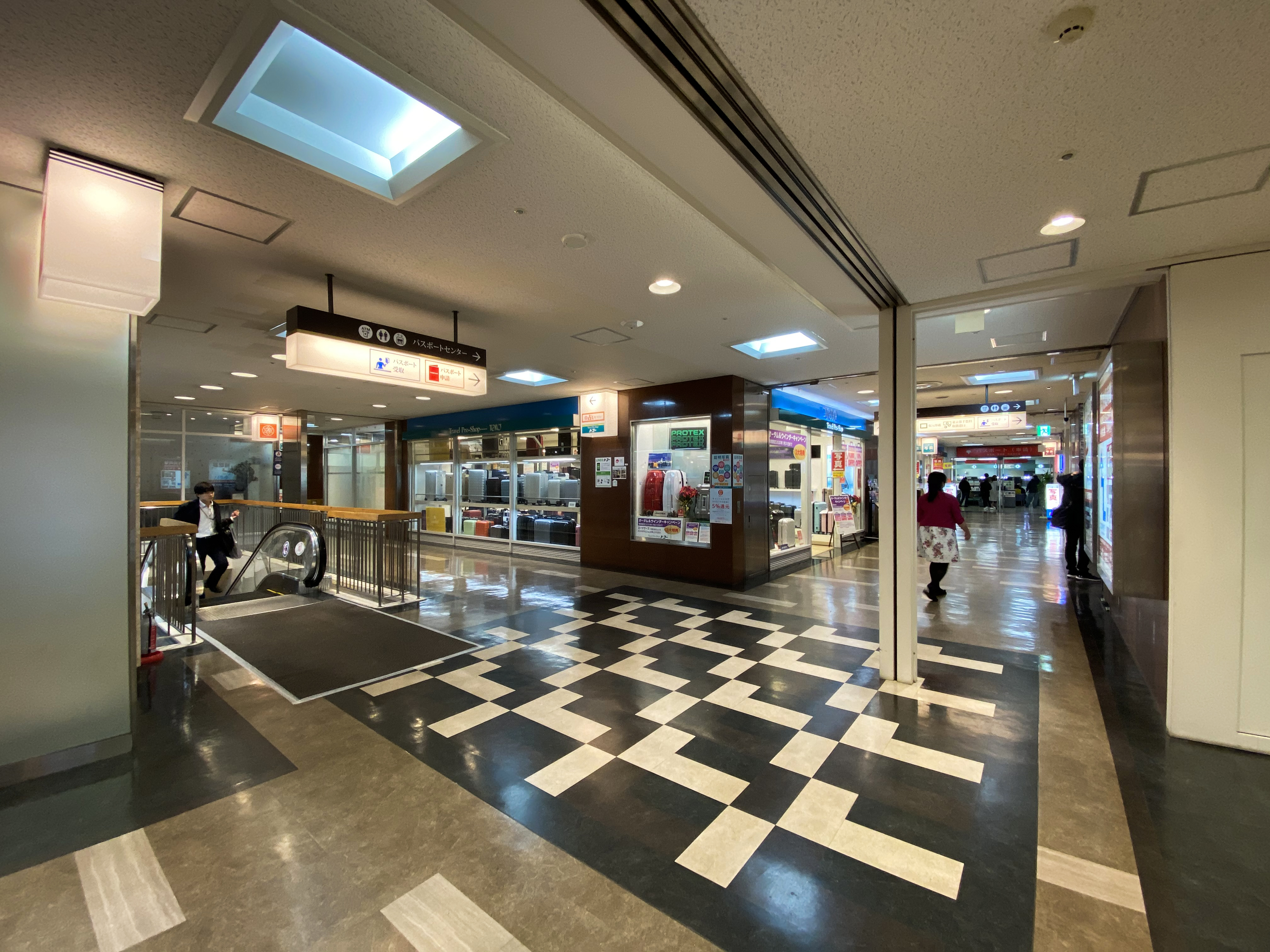
2樓商場
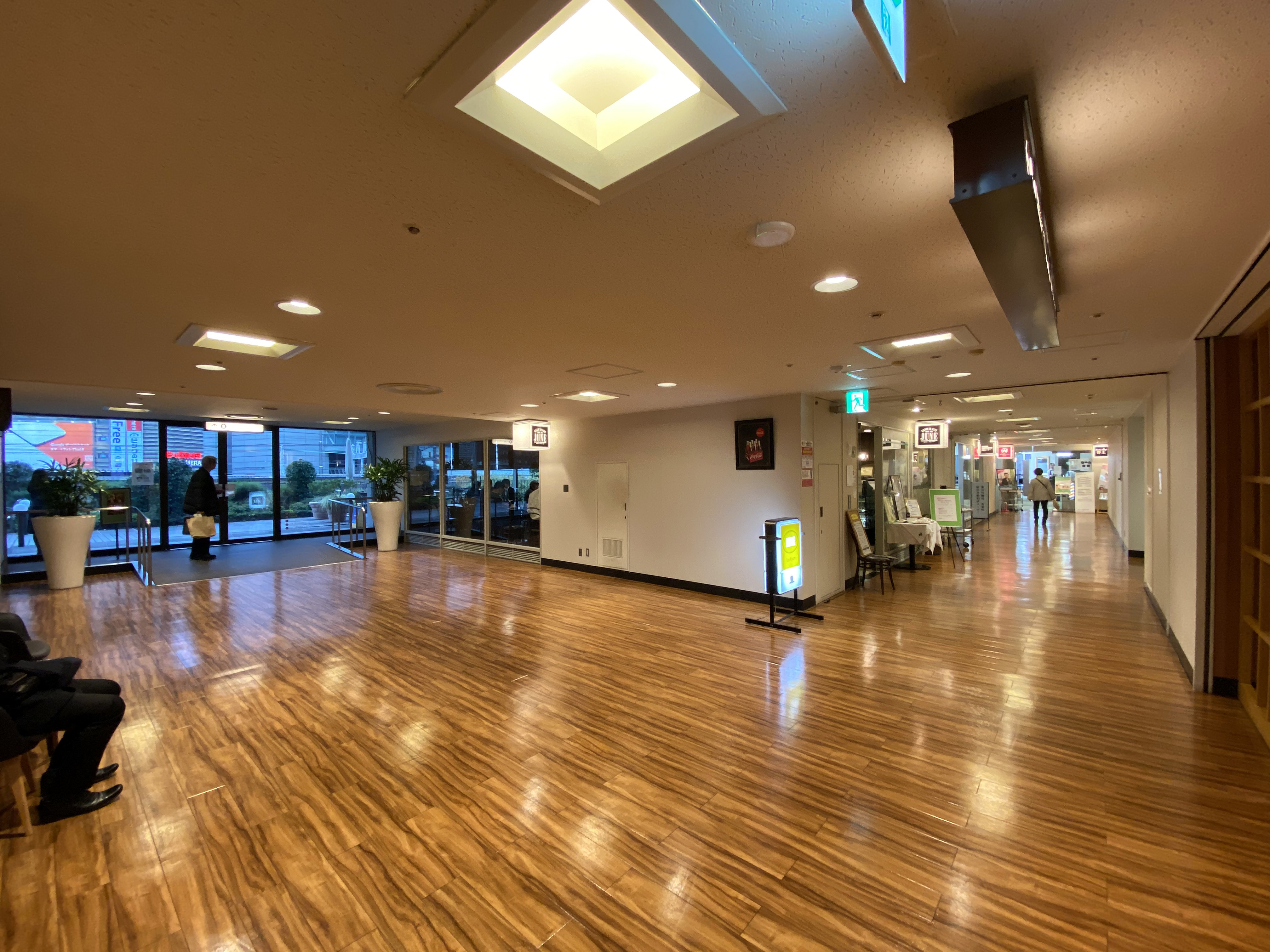
3樓商場

## 同名企業
株式會社東京交通會館設立於1963年，是由三菱地所和東京都出資的第三部門公司，成立目的是建設及運營東京交通會館，該公司除了東京交通會館本身之外，還擁有交通會館一之江大樓、交通會館瑞江大樓及瑞江大樓Annex、交通會館篠崎大樓。此外，該公司還部分擁有有樂町ITOCiA。

## 外部連結
- 東京交通会館 （页面存档备份，存于）
- 有楽町TODAY （页面存档备份，存于）